# Ист Портервил (Калифорнија)
Ист Портервил (енгл. East Porterville) насељено је место без административног статуса у америчкој савезној држави Калифорнија.

## Демографија
По попису из 2010. године број становника је 6.767, што је 37 (0,5%) становника више него 2000. године.
| Група             | 2000.         | 2010.         |
| Белци             | 2.019 (30,0%) | 1.522 (22,5%) |
| Афроамериканци    | 46 (0,7%)     | 65 (1,0%)     |
| Азијати           | 179 (2,7%)    | 102 (1,5%)    |
| Хиспаноамериканци | 4.249 (63,1%) | 4.930 (72,9%) |
| Укупно            | 6.730         | 6.767         |